# From. 9
From. 9 (с англ. — «От девяти») — первый сингл-альбом южнокорейской гёрл-группы Fromis 9.
Альбом был выпущен 10 октября 2018 года лейблом Off The Record Entertainment и был распространен компанией Stone Music Entertainment и Genie Music. Ведущий сингл альбома «Love Bomb».
Это первый камбэк группы с Чан Гю Ри после ее отсутствия из-за участия в шоу Produce 48.

## Предпосылки и релиз
2 октября 2018 года группа выпустила фото-тизеры для своего возвращения. На следующий день, через свой официальный канал на YouTube, было опубликовано закулисное видео о приготовлениях к их возвращению в качестве 9 участниц с участием Чан Гю Ри.
4 октября через соц.сети был опубликован трек-лист. Он состоит из 5 песен, с 3 новыми песнями и 2 переизданными песнями из их последнего мини-альбома. To. Day «Love Bomb» в качестве заглавного трека.

## Промоушен
Группа через свои соц.сети разместили приглашение на концерт 5 октября на выходе из станции Каннам 11.

## Трек-лист
| №                   | Название                        | Текст песни         | Музыка                                   | Arrangem              | Длительность |
| ------------------- | ------------------------------- | ------------------- | ---------------------------------------- | --------------------- | ------------ |
| 1.                  | «Love Bomb»                     | 조윤겹              | Mayu Wakisaka Sean Alexander David Amber | David Amber AVENUE 52 | 3:19         |
| 2.                  | «Dancing Queen»                 | EJO                 | EJO 1Hz KYUM LYK                         | 1Hz KYUM LYK          | 3:25         |
| 3.                  | «Colored» (물들어 / muldeul-eo) | Lee Seo-yeon 정윤화 | Jamie Song                               | Jamie Song            | 3:36         |
| Общая длительность: | Общая длительность:             | Общая длительность: | Общая длительность:                      | Общая длительность:   | 10:20        |

| №                   | Название                                                        | Текст песни                                      | Музыка                    | Arrangement                                    | Длительность |
| ------------------- | --------------------------------------------------------------- | ------------------------------------------------ | ------------------------- | ---------------------------------------------- | ------------ |
| 4.                  | «DKDK (From.9 ver.)» (두근두근 / Dugeundugeun)                  | 백곰 빼꼼 Song Ha-young Park Ji-won Lee Seo-yeon | 백곰 박기태 (PRISMFILTER) | 백곰 Anchor (PRISMFILTER) 박기태 (PRISMFILTER) | 3:03         |
| 5.                  | «22nd Century Girl (From.9 ver.)» (22세기 소녀 / 22Segi Sonyeo) | 달리                                             | Wonderkid Breadbeat 신쿵  | Wonderkid Breadbeat 신쿵                       | 3:35         |
| Общая длительность: | Общая длительность:                                             | Общая длительность:                              | Общая длительность:       | Общая длительность:                            | 16:58        |

## Чарты
| Чарты (2018)               | Пиковые позиции |
| -------------------------- | --------------- |
| South Korean Albums (Gaon) | 3               |